# Casa de colònies Artur Martorell

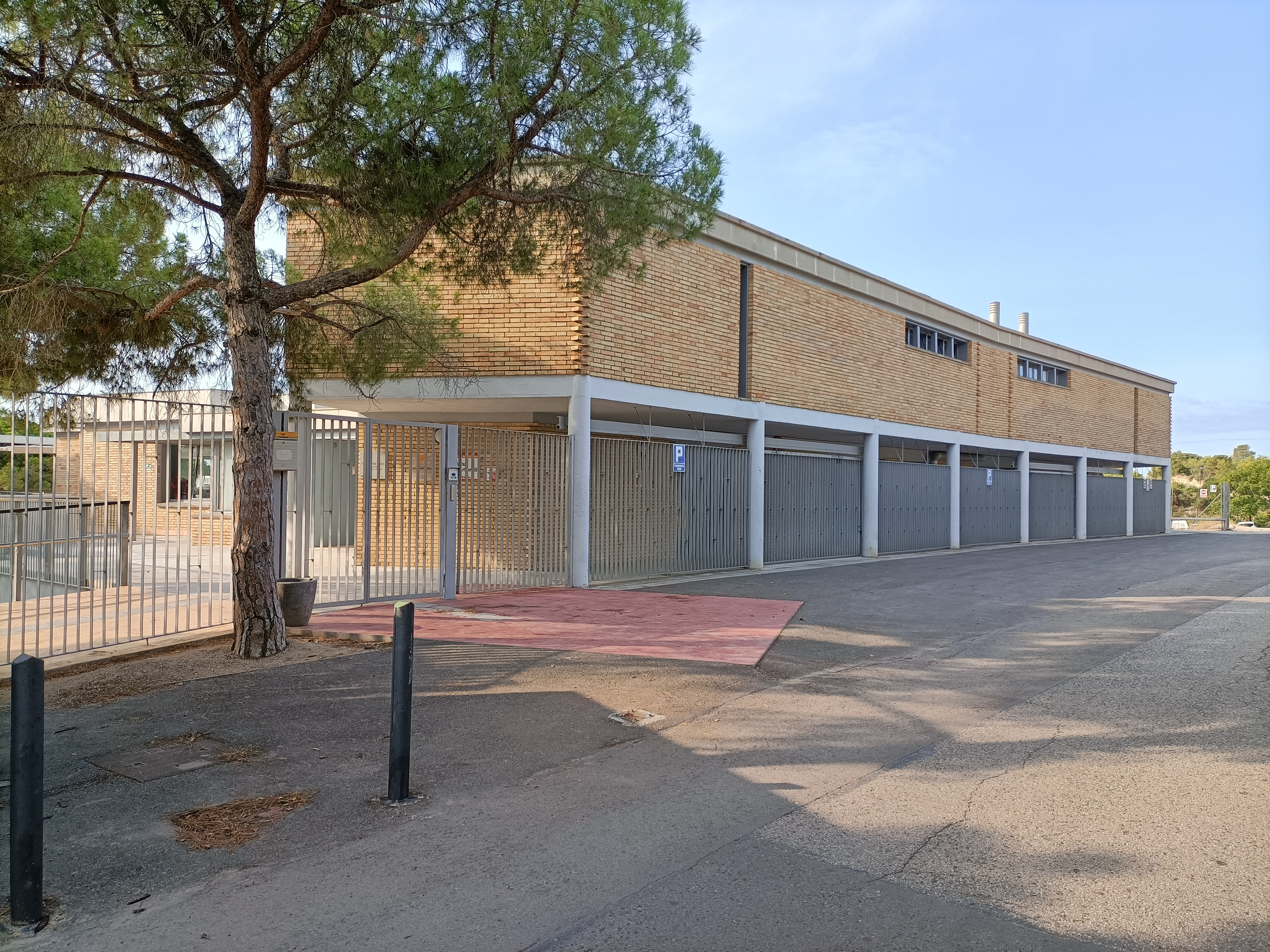
Casa de Colònies Artur Martorell de Calafell

La Casa de Colònies Artur Martorell està situada a Calafell. Es tracta de la primera casa de colònies de nova planta de Catalunya, inaugurada el 18 de juliol de 1968, i la primera situada prop de la platja. Les cases existents fins aleshores eren antigues masies ubicades en zona de muntanya. Porta el nom del pedagog Artur Martorell i Bisbal, que havia mort el 4 d'abril de 1967. Martorell havia estat director de les Colònies de Vilamar que l'Ajuntament de Barcelona havia organitzat a Calafell del 1922 al 1936. La va fer construir el matrimoni vilafranquí Pere Güell Garriga i Carolina Olivella Ferrari, que també havien participat en la posada en marxa de les cases de colònies de Penyafort, de Sant Pere d'Avinyó i de Sant Marçal. Ells dos la van gestionar en nom del Servei de Colònies de Vacances de Càritas i, des del 1985, de la Fundació Pere Tarrés, que és qui la gestiona actualment.
La casa es va reformar i ampliar profundament el 2013.